# Paralelo 68 N
O Paralelo 68 N é um paralelo no 68° grau a norte do plano equatorial terrestre.

## Dimensões
Conforme o sistema geodésico WGS 84, no nível de latitude 68° N, um grau de longitude equivale a 41,82 km; a extensão total do paralelo é portanto 15.056 km, cerca de 37,6 % da extensão do Equador, da qual esse paralelo dista 7.546 km, distando 2.457 km do polo norte.

## Cruzamentos
A partir do Meridiano de Greenwich, seguindo para o leste, esse paralelo 68° passa por:
| País, território ou mar | Notas                                                         |
| ----------------------- | ------------------------------------------------------------- |
| Oceano Atlântico        | Mar da Noruega                                                |
| Noruega                 | Ilha Moskenesøya                                              |
| Vestfjord               |                                                               |
| Noruega                 | Ilhas Engeløya, Lundøya e Finnøya; Nordland                   |
| Suécia                  | Lapônia                                                       |
| Noruega                 | Cerca de 5 km                                                 |
| Suécia                  | Quiruna                                                       |
| Finlândia               | Lapônia                                                       |
| Rússia                  | Península de Kola, Murmansk                                   |
| Mar Branco              |                                                               |
| Rússia                  | Península Kanin                                               |
| Mar de Barents          |                                                               |
| Rússia                  | Nenets, Yamalo-Nenets                                         |
| Golfo de Ob             |                                                               |
| Rússia                  | Yamalo-Nenets até Chukotka                                    |
| Mar de Chukchi          |                                                               |
| Estados Unidos          | Alasca                                                        |
| Canadá                  | Yukon Territórios do Noroeste Nunavut                         |
| Golfo Coronation        |                                                               |
| Canadá                  | Nunavut                                                       |
| Golfo Queen Maud        |                                                               |
| Canadá                  | Peninsula Klutschak e Península Adelaide, Nunavut             |
| Enseada Chantrey Inlet  |                                                               |
| Canadá                  | Nunavut                                                       |
| Golfo de Boothia        | Baía Committee                                                |
| Canadá                  | Ilha Wales e Península Melville, Nunavut                      |
| Bacia de Foxe           |                                                               |
| Canadá                  | Ilha do Príncipe Carlos, Ilha Air Force, Ilha Baffin, Nunavut |
| Oceano Atlântico        | Estreito de Davis                                             |
| Gronelândia             | Kangaatsiaq                                                   |
| Oceano Atlântico        | Estreito da Dinamarca Mar da Groenlândia Mar da Noruega       |